# Stipe Plazibat
Stipe Plazibat (* 31. August 1989 in Split, Jugoslawien) ist ein ehemaliger kroatischer Fußballspieler.

## Karriere
Stipe Plazibat erlernte das Fußballspielen in Jugendmannschaften von Hajduk Split und NK Solin in Kroatien. Beim NK Solin unterschrieb er 2008 auch seinen ersten Vertrag. Der Verein aus Solin spielte in der zweiten kroatischen Liga, der Druga Hrvatska Nogometna Liga. Hier erzielte er in 37 Spielen elf Tore. Über HNK Šibenik wechselte er im Februar 2012 zum Ligakonkurrenten NK Dugopolje. Mit dem Verein aus Dugopolje wurde er Meister der Saison 2011/2012. Nach der Meisterschaft unterschrieb er im August 2012 einen Vertrag bei Rabotnicki Skopje. Der Verein aus der nordmazedonischen Stadt Skopje spielte in der ersten Liga des Landes, der Prva Makedonska Liga. Für Rabotnički absolvierte er 28 Erstligaspiele. Im August 2013 unterschrieb er in Japan einen Vertrag beim FC Gifu. Mit dem Verein aus Gifu spielte er in der zweiten japanischen Liga. Nach 19 Spielen und fünf Toren unterschrieb er Mitte 2014 einen Vertrag beim Ligakonkurrenten V-Varen Nagasaki in Nagasaki. Für V-Varen stand er 17-mal auf dem Spielfeld. Im September 2015 kehrte er nach Kroatien zurück. Hier nahm ihn sein ehemaliger Verein NK Dugopolje unter Vertrag. Anfang 2016 zog es ihn wieder nach Asien. In Singapur unterschrieb er einen Vertrag bei Hougang United. Der Klub spielte in der ersten singapurischen Liga, der S. League. Nach einem Jahr schloss er sich dem Ligakonkurrenten Home United an. Der thailändische Erstligist Bangkok Glass aus Pathum Thani nahm Plazibat Anfang 2018 unter Vertrag. Nach der Hinserie wurde er Vertrag aufgelöst. Plazibat kehrte in seine Heimat zurück, wo er sich seinem ehemaligen Verein NK Solin anschloss. Der singapurische Erstligist Hougang United, wo er auch schon 2016 unter Vertrag stand, nahm ihn Anfang 2019 wieder unter Vertrag. Bei Hougang spielte er bis Anfang September 2020. In 24 Spielen schoss er insgesamt 14 Tore. Anfang September 2020 wechselte er zum Ligakonkurrenten Lion City Sailors. Mit insgesamt 14 Toren in der Saison 2020 wurde er Torschützenkönig und 2021 feierte er mit den Sailors die singapurische Meisterschaft. Anschließend war Plazibat kurzzeitig beim rumänischen Erstligisten FC Academica Clinceni aktiv und seit Juni 2022 steht er bei Perak FA in der Malaysia Premier League unter Vertrag. Hier kam er jedoch nicht zum Einsatz. Ende Januar 2021 wechselte er nach Kroatien, wo er sich bis April 2023 dem NK Uskok Klis anschloss. Am 11. April 2023 beendete er seine Karriere als Fußballspieler.

## Erfolge
NK Dugopolje
- Kroatischer Zweitligameister: 2012

Lion City Sailors
- Singapurischer Meister: 2021

## Auszeichnungen
Singapore Premier League
- Torschützenkönig: 2020